# Donatilla Dantas

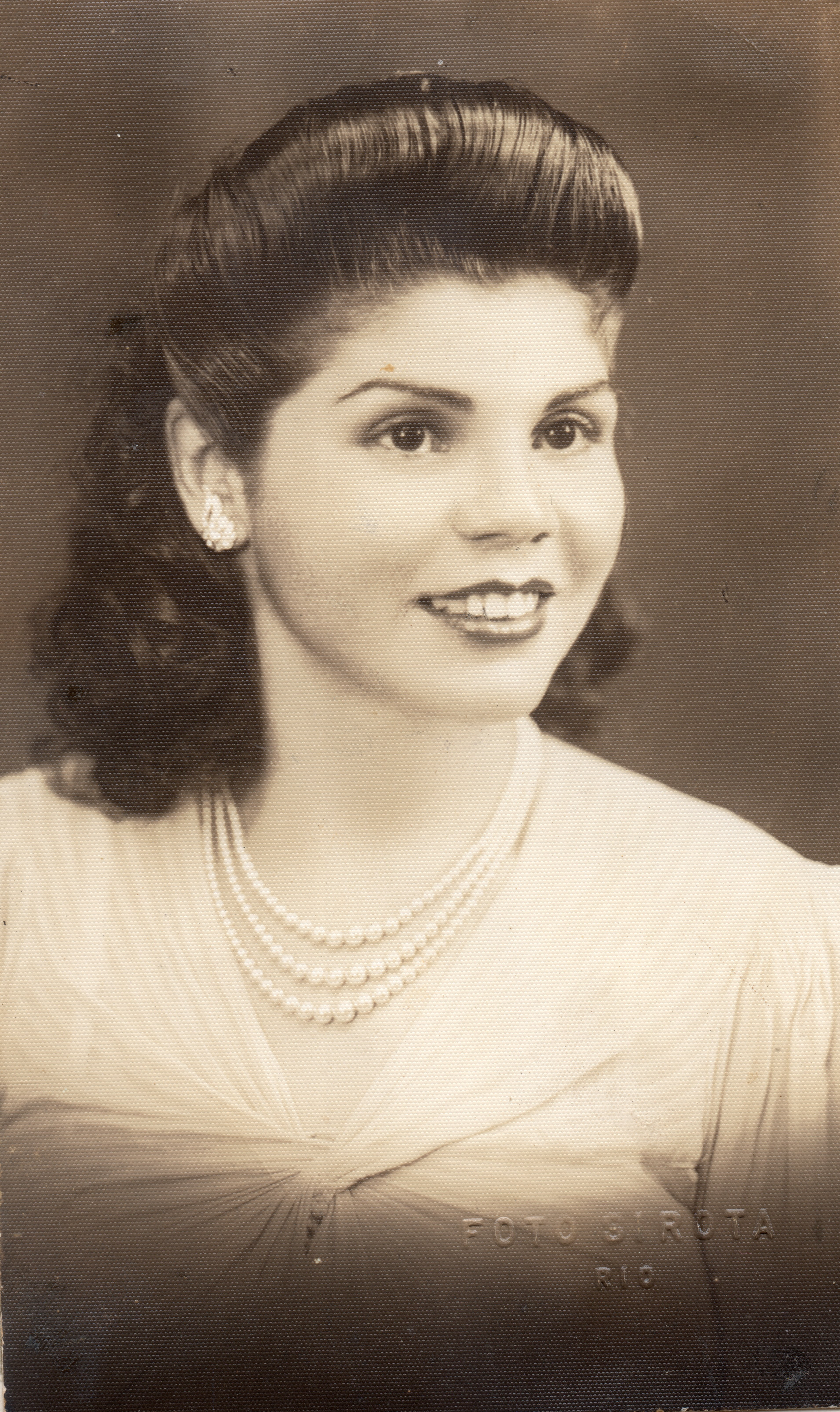
Donatilla Dantas na década do 1940, no Rio de Janeiro.

Donatilla Dantas (Carnaúba dos Dantas, 13 de junho de 1913 - Rio de Janeiro, 1994), foi uma escritora, poetisa, arquivista e funcionária do Tribunal Superior Eleitoral. Publicou o primeiro livro, Candango, em 1959, uma coletânea de poesias que exaltava os trabalhadores da construção de Brasília, tendo ela participado da mudança da Capital Federal do Rio de Janeiro para Brasília. Fundou uma das primeiras bibliotecas do Rio Grande do Norte em sua cidade natal, que leva o seu nome, Biblioteca Donatilla Dantas. 

### Infância
Donatilla Dantas nasceu no Sítio Xique-Xique, no município de Carnaúba dos Dantas, filha de Casimiro Alberto Dantas e Maria Izabel de Araújo. Com as dificuldades na vida árida do sertão do Seridó na década de 1910, fiou órfã de pai muito cedo, e aos cinco anos de idade foi residir com a irmã do seu padrasto, Antônio Zuca, na cidade de Nova Cruz. Enfrentou sérios problemas com a nova família, o que fez com fugisse de casa e ficasse como moradora de rua, chegando a João Pessoa, quando foi acolhida pela família Viana Costa, passando a ser contada como uma das filha do casa.

### Educação
Na residência dos Viana Costa foi introduzida ao mundo da educação formal, e passou a gozar de um lar repleto de livros, circunstância que favoreceu a aproximação com o mundo literário. Neste cenário, da educação, recebeu aulas de outras línguas além do vernáculo, português, como o inglês e o francês, além do espanhol, o que possibilitaria, no futuro, o contato com pessoas de todo o mundo. A educação recebida na casa dos Viana foi fundamental para a formação intelectual de Donatilla Dantas, que passaria a ser distinguida como uma das mulheres mais letradas da região, considerando que os anos de 1930 e 1940 ainda foram muito restritos no tocante a educação e florescimento da intelectualidade da mulher.

## Vida literária

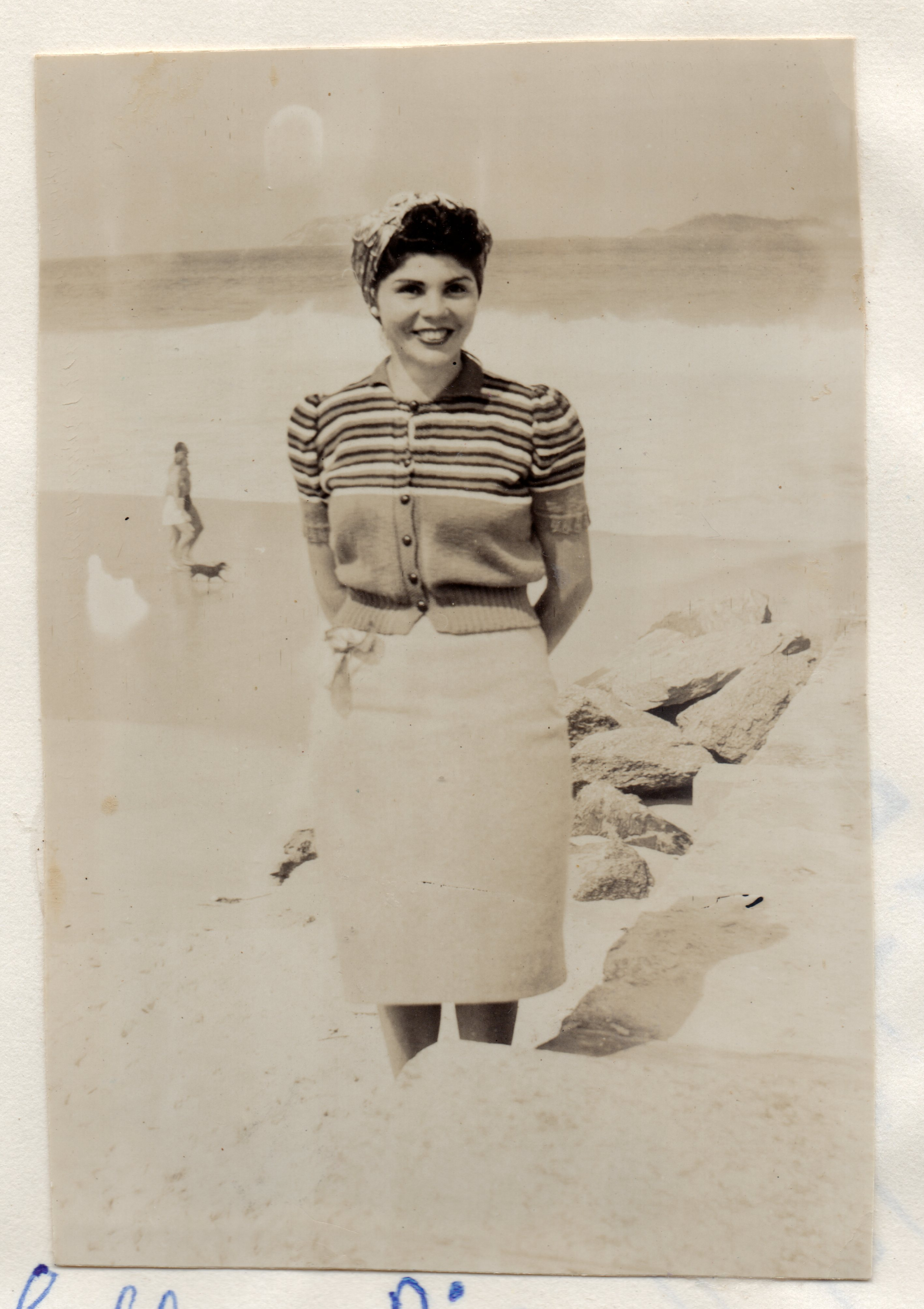
Donatilla Dantas no litoral carioca, década de 1940.

No final da década de 1930 mudou-se com a família adotiva para a então capital do país, Rio de Janeiro, e foi neste momento que no ano de 1938 iniciou a vida literária, quando publicou três poemas que foram escritos quando tinha apenas 12 anos, enquanto morava em João Pessoa.  
Deste momento em diante começou a escrever poemas com grande voracidade, muito influenciada pelo cenário que a capital proporcionada, não apenas pelo grande número de periódicos que circulavam, mas, sobretudo, pela possibilidade de publicar os seus poemas nos jornais do Rio de Janeiro, já que a facilidade de acesso com a imprensa era muito mais prática, além do fato de que sua família adotiva gozava, também, de um núcleo intelectual muito diverso, o que possibilitou contato com outros poetas e escritores. Em 1955 chegou a ganhar três concursos de poesias, fazendo com que o seu nome passasse a se tornar ainda mais frequente nos jornais cariocas.

### Contato com a cidade natal
Durante o final da década de 1940 e 1950, Donatilla Dantas voltou a ter contato com os seus familiares consanguíneos. e com a região do Seridó, sobretudo com Desidéria Dantas, sua irmã, e José Estevam Filho, seu cunhado.
O contato com a família possibilitou o estreitamento dos laços com a florescente Carnaúba dos Dantas, o que despertou nela o desejo de contribuir com o desenvolvimento educacional e cultural da recém emancipada cidade. Neste momento, adquiriu contato com figuras ilustres, como, por exemplo, o bispo Dom José Adelino Dantas que, através de uma vasta correspondência a ajudou a colocar em prática os seus planos. Além disto, Donatilla Dantas já havia se tornado funcionária do Tribunal Superior Eleitoral, o que permitiu a ela ter contato com pessoas do mais elevado prestígio social, se tornando além de amiga, correspondente de pessoas como o presidente Café Filho, este, também natural do Rio Grande do Norte.

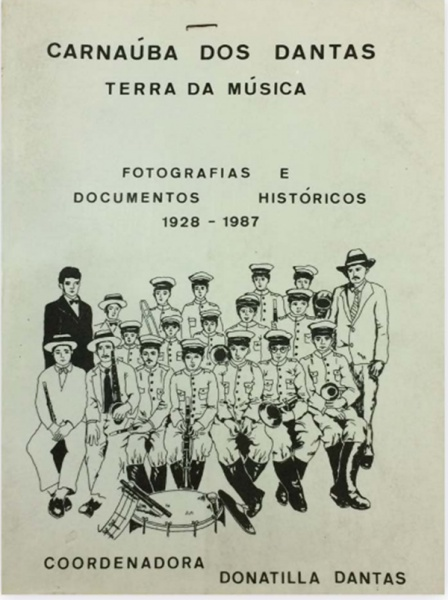
Capa do livro Carnaúba dos Dantas - Terra da Música, publicado em 1989.

### Obras
Publicou em vida dois livros, sendo Candango, uma antologia de poemas, o primeiro. Candango foi lançado em 21 de abril de 1960, nele estão condensadas poesias que evocam a figura do candango, ou seja, aqueles trabalhadores responsáveis pela construção da nova capital do Brasil, Brasília. A seção de autógrafos aconteceu do jardins do Palácio do Planalto, a data da inauguração coincidiu propositalmente com a inauguração de Brasília.
O segundo livro publicado por Donatilla Dantas foi o monumental Carnaúba dos Dantas - Terra da Música, de 1989. O livro é, na verdade, uma grande coletânea de documentos diversos sobre a História de Carnaúba dos Dantas, reunidos pela própria Donatilla ao longo de mais de quarenta anos. Nele, além de documentos históricos, devidamente apresentado na íntegra em fotocópias, também estão dispostos discursos e cartas que haviam sido originalmente remetidos a autora. A obra se consolida em quase mil paginas, e representa uma grande produção sobre a História da cidade de Carnaúba, sendo ainda consultada hodiernamente como uma fonte importante para a compreensão das narrativas que fizeram a consolidação da cidade. O título do livro ajudou a consolidar a cidade de Carnaúba do Dantas como Terra da Música, reconhecimento que foi oficializado pela governadora do Estado Fátima Bezerra, sancionado na Lei nº 10.923/2021, que reconheceu Carnaúba dos Dantas como a “Terra da Música” no âmbito do Rio Grande do Norte.

## Biblioteca Pública

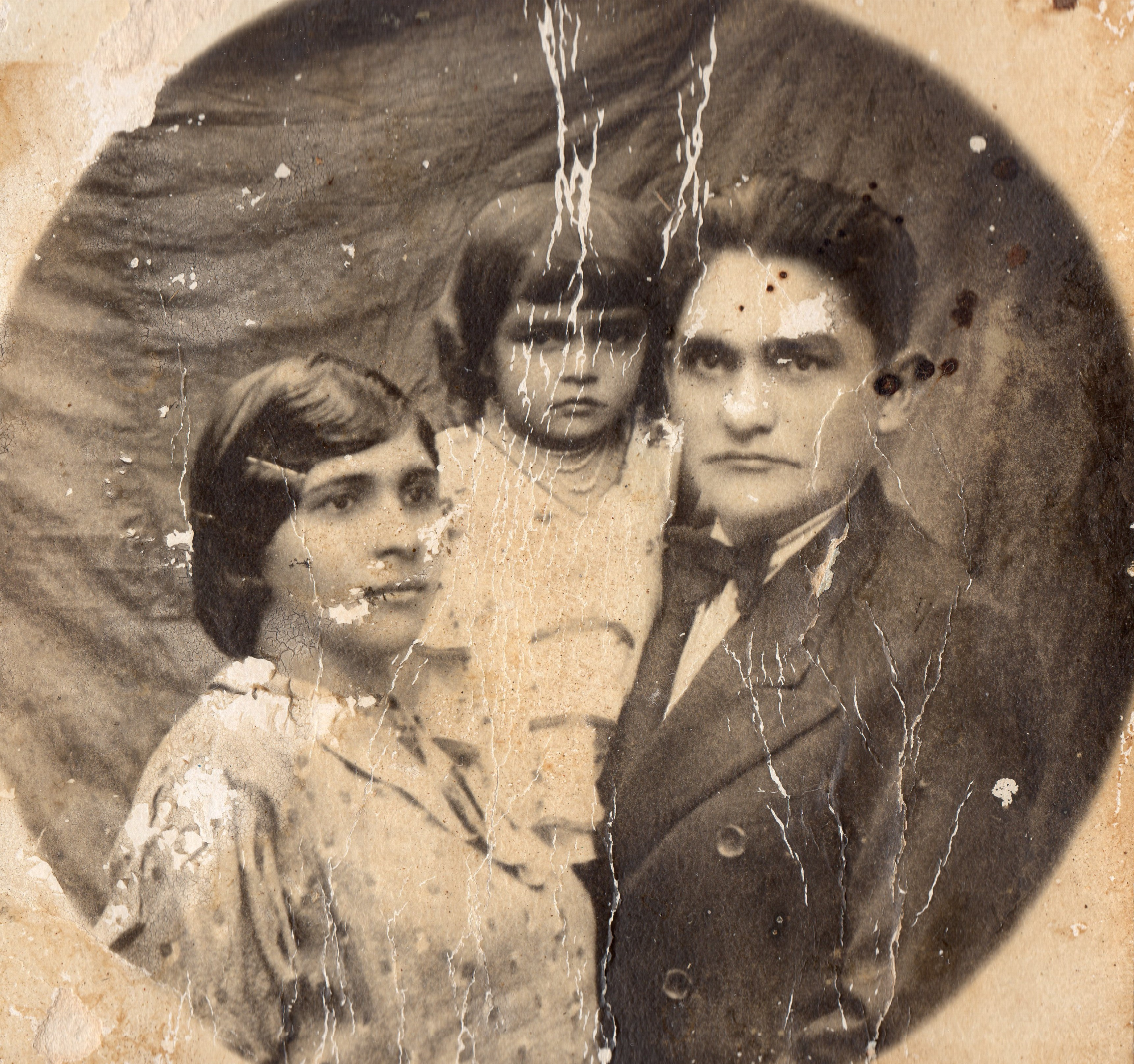
Desidéria Dantas (irmã de Donatilla), Desinha sua filha e o esposo José Estevam Filho (década de 1930)

Em idos de 1946, Donatilla Dantas resolveu, então, criar uma biblioteca pública em Carnaúba, e tratou de arranjar doações de livros diversos, das mais diversas pessoas com quem mantinha contato. Na cidade sertaneja conseguiu uma pequena sala no Grupo Escolar Caetano Dantas a fim de acondicionar os livros que passou a enviar frequentemente. Desse modo, em 21 de julho de 1947 viaja para o interior de Carnaúba a fim de inaugurar a Biblioteca Pública, que com tanto esforço idealizou e colocou em prática, momento em que, também, pôde rever a sua família após tantos anos separados.

### Prédio próprio

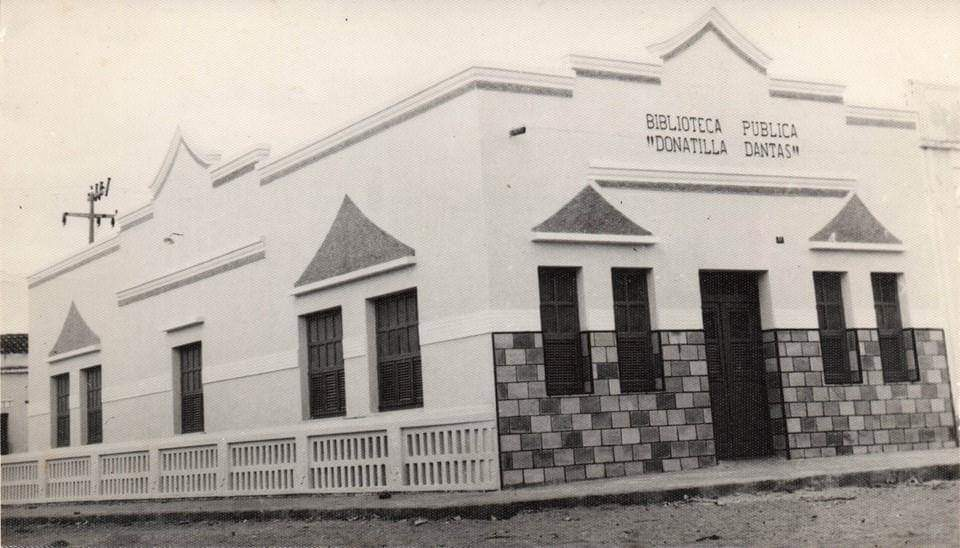
Biblioteca Municipal Donatilla Dantas, década de 1970.

Passados dez anos da inauguração da biblioteca que ficava anexada ao Grupo Escolar da cidade, e que já não mais comportava o número cada vez maior de livros que continuavam a ser enviados com frequência, chegou a hora de ter o seu prédio próprio. Após muitas correspondências e relações sociais estabelecidas, recebeu doação de um terreno no centro da cidade para erigir o prédio próprio da biblioteca, doado por Dom José de Medeiros Delgado e foi assim que, por decisão dos cidadãos de Carnaúba dos Dantas, passaria a ser denominada "Biblioteca Pública Donatilla Dantas", uma forma de gratidão do povo carnaubense para a mulher que há tantos anos estava lutando pela formação de leitores na pequena cidade. Aos idos de julho de 1957 foi inaugurado o prédio que, até os dias atuais, conserva um dos maiores acervos bibliográficos do estado potiguar.